# Bree (stad)
Bree is een stad in de provincie Belgisch-Limburg. Het is tevens de hoofdplaats van een fusiegemeente die Gerdingen, Beek, Opitter en Tongerlo omvat. Samen met haar deelgemeenten telt Bree ruim 17.000 inwoners.

## Toponymie
De oudste schriftelijke vermelding is Britte (1007) maar algemeen wordt aangenomen dat hiermee nog niet gedoeld werd op een nederzetting, maar op een ruimer gebied waartoe ook Beek behoorde. Mogelijk moet Britte geïnterpreteerd worden als "het gebied rond de brede Aa", waarbij "Aa" een veel voorkomende waternaam was maar hier waarschijnlijk betrekking had op de Abeek. Bree heeft dan eenzelfde etymologie als bijvoorbeeld Breda en Bredene.
De eerste vermelding van Bree als woonkern stamt uit 1078: allodium de Brede cum ecclesia: het eigengoed van Bree met de hier gelegen kapel. De toevoeging "eigengoed" hielp om een onderscheid te maken met de Loonse en Thornse gedeelten van Britte/Brede. Later werd dit onderscheid minder belangrijk en werd het "eigengoed van Bree" kortweg aangeduid als "Bree". Bree werd in de 15-17 eeuw regelmatig in Latijnse teksten als ''Breda'' aangeduid.

## Geschiedenis
Op het grondgebied van Bree zijn archeologische vondsten gedaan uit het neolithicum, de bronstijd en de hoge middeleeuwen. Ten tijde van Karel de Grote behoorde de streek tot de Maasgouw. In 1007 schonk Notger, de prins-bisschop van Luik, Britte aan de abdij van Thorn. Aangenomen wordt dat Britte een groter gebied was, dat toen verdeeld werd tussen de abdij (Beek en Lozen) en de toekomstige voogd, de graaf van Loon (Gerdingen). Naarmate de bevolking toenam, ontstonden allodiale ontginningen die georganiseerd werden rond nieuwe kapellen, opgericht door de graaf van Loon. Voorbeelden hiervan zijn Bree en Bocholt. Diverse allodia waaronder Bree werden later weggeschonken aan de Luikse Kerk.
In de loop van de 12e eeuw werden het bestuur en de rechtspraak in het graafschap Loon toevertrouwd aan plaatselijke schepenbanken. De schepenbank van Gerdingen was tevens bevoegd over de kerkelijke voogdijgebieden Beek, Bree en Reppel. Samen vormden ze een bestuurlijke eenheid genaamd de Vier Crispelen. Later kreeg Bree stadsrechten, mogelijk dankzij Arnold IV van Loon. Een gevolg was dat de schepenbank der Vier Crispelen verhuisde naar Bree, en dat ze afwisselend het stadsrecht toepaste (binnen de stadswal) en het grafelijke recht (in de buitinge). Gerdingen behield zijn oude schepenbank, maar deze was nog alleen bevoegd voor dit dorp. Toen op Gerdinger grondgebied de Nieuwstad ontstond, genoot dit mee van de Breese vrijheden, waardoor de schepenbank in Gerdingen eveneens grafelijk én stadsrecht  toepaste.
In 1366 kwam het graafschap Loon in een personele unie met het prinsbisdom Luik. De machtswissel veroorzaakte een opstand tegen Jan van Arkel, waarbij Bree in brand gestoken werd (1376). Ten tijde van de Luikse Oorlogen moesten alle Goede Steden hun versterkingen slopen, en Bree legde een nieuwe omwalling aan in 1503–1510. Belangrijke elementen ervan waren, gezien vanuit het zuidoosten: de Itterpoort, de Everaertstoren of Grauwe Toren, de Kloosterpoort, de Nieuwstadpoort, de Gerdingerpoort, de Witte Toren en de Ververstoren. Ter hoogte van de Ververstoren kwam een nieuwe doorgang naar de Malta, omstreeks 1825. Enkele decennia later verdwenen ook de stadsmuur, aarden wal en gracht. Uiteindelijk kwam hierover de Kleine Ring (1951).
Net buiten de stadswal, op de rechteroever van de Boneputterbeek (de tegenwoordige Pater Lambertusstraat), lag het klooster Onze-Lieve-Vrouw ter Riviere. De oprichting gebeurde in 1464, op initiatief van het klooster Catharinadal in Hasselt. Een gebouwtje en de omheiningsmuur zijn de laatste overblijfselen. De abdij van Postel bouwde in Bree zijn voornaamste buitengoed, waarvan het woongedeelte nog bestaat (het Refugiehuis van de Abdij van Postel). Dankzij de laatste wilsbeschikking van Gerard van Huls alias Gerardus de Taxis, bevelhebber in de legers van keizer Rudolf II en keizer Matthias, konden de augustijnen in Bree, waar zijn familie langs vaderszijde woonde, het Sint-Michielscollege bouwen. Dit complex huisvest tegenwoordig de stadsdiensten.
Tijdens de Gelderse Oorlogen werd een bestorming door Maarten van Rossum succesvol afgeslagen (1542). Wel viel het platteland ten prooi aan plundering. Oranjes tweede invasie (1572) kwam tweemaal voorbij Bree, en telkens hield Bree de stadspoorten gesloten. Begin 17e eeuw liet het stadsbestuur een nieuwe toren bouwen, de cruyttoren of polvertoren, voor een veilige opslag van buskruit. In het centrum waren bijna alle gebouwen opgetrokken uit hout, waardoor er geregeld grote branden plaatsvonden die volledige straten in de as legden. In 1845 was nog 60% van de huizen opgetrokken in vakwerk.
In 1604 werd de stad belegerd door 6.000 Spanjaarden, aan wie uiteindelijk een schatting betaald werd. Rond deze tijd werden vier schutterijen opgericht, gewijd aan Sint-Michiel, Sint-Catharina (beiden binnen de muren), Sint-Antonius (Panhoven) en Sint-Pieter ('t Hasselt). In 1636 werd een Kroatisch leger onder Jan van Werth afgeslagen. Tussen 1648 en 1654 vertoefden herhaaldelijk Lorreinse troepen in de streek. Tijdens de Hollandse Oorlog werd Bree achtereenvolgens bezet door Willem III van Oranje en Lodewijk XIV van Frankrijk. Een tijdlang moest Bree soldaten van een anti-Franse alliantie onderbrengen. Na de woelige 16e en 17e eeuw keerde de vrede terug in de 18e eeuw.
In de periode 1786–1790 werden talrijke hoeves geviseerd door de Bokkenrijders. In Bree werden een twintigtal vermeende bendeleden terechtgesteld. In de 19e eeuw werd Bree ontsloten door de Zuid-Willemsvaart en de buurtspoorweg Diest–Maaseik. Toch was er amper sprake van industrialisatie, en bleef de economie voornamelijk draaien rond landbouw. Bij de Duitse inval van 1940 werd de toenmalige draaibrug over het kanaal gedynamiteerd en moesten de Duitse troepen een pontonbrug slaan (zie Bree en Bocholt op 10 en 11 mei 1940).

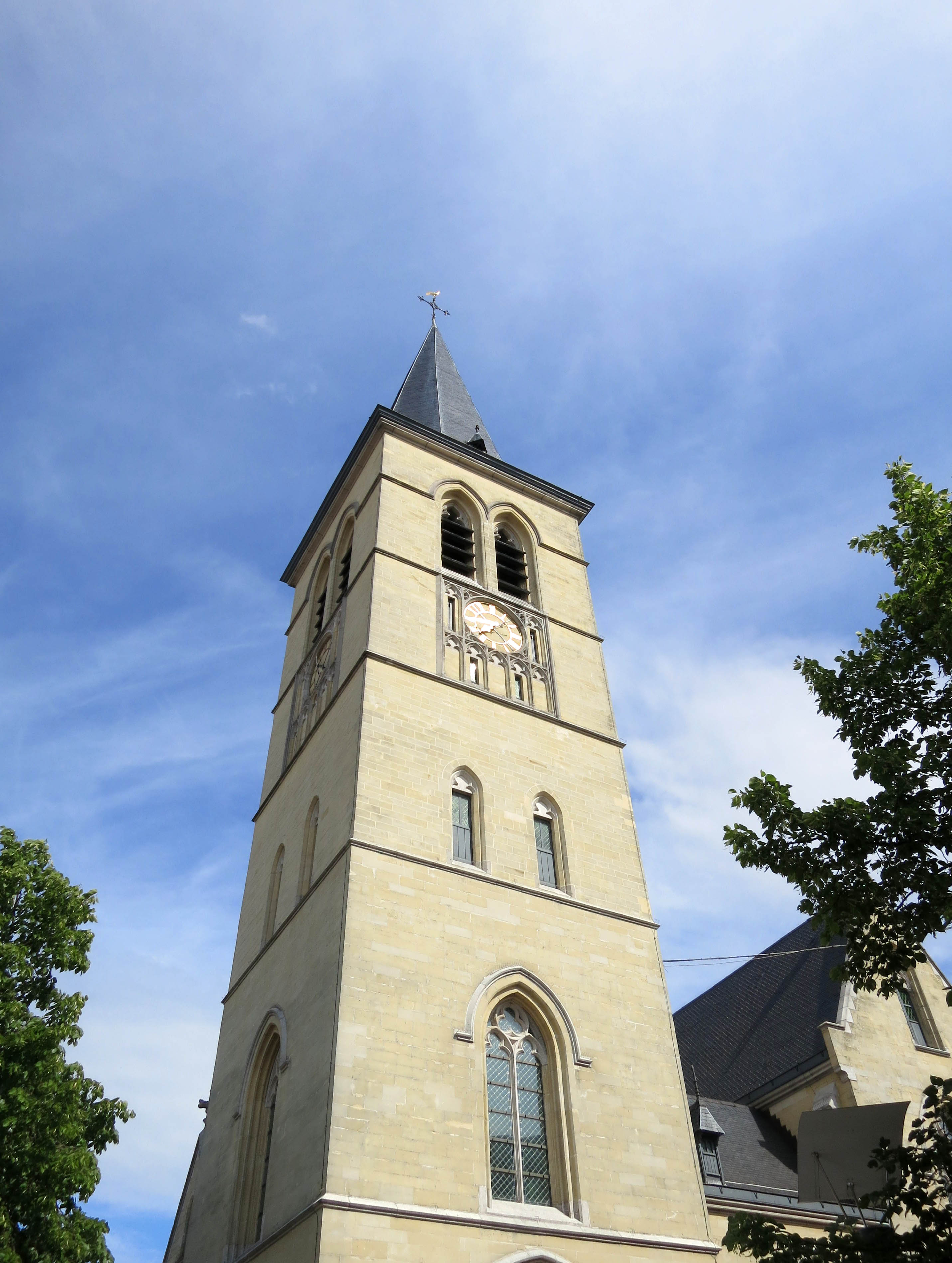
14e-eeuwse klokkentoren van de Sint-Michielskerk
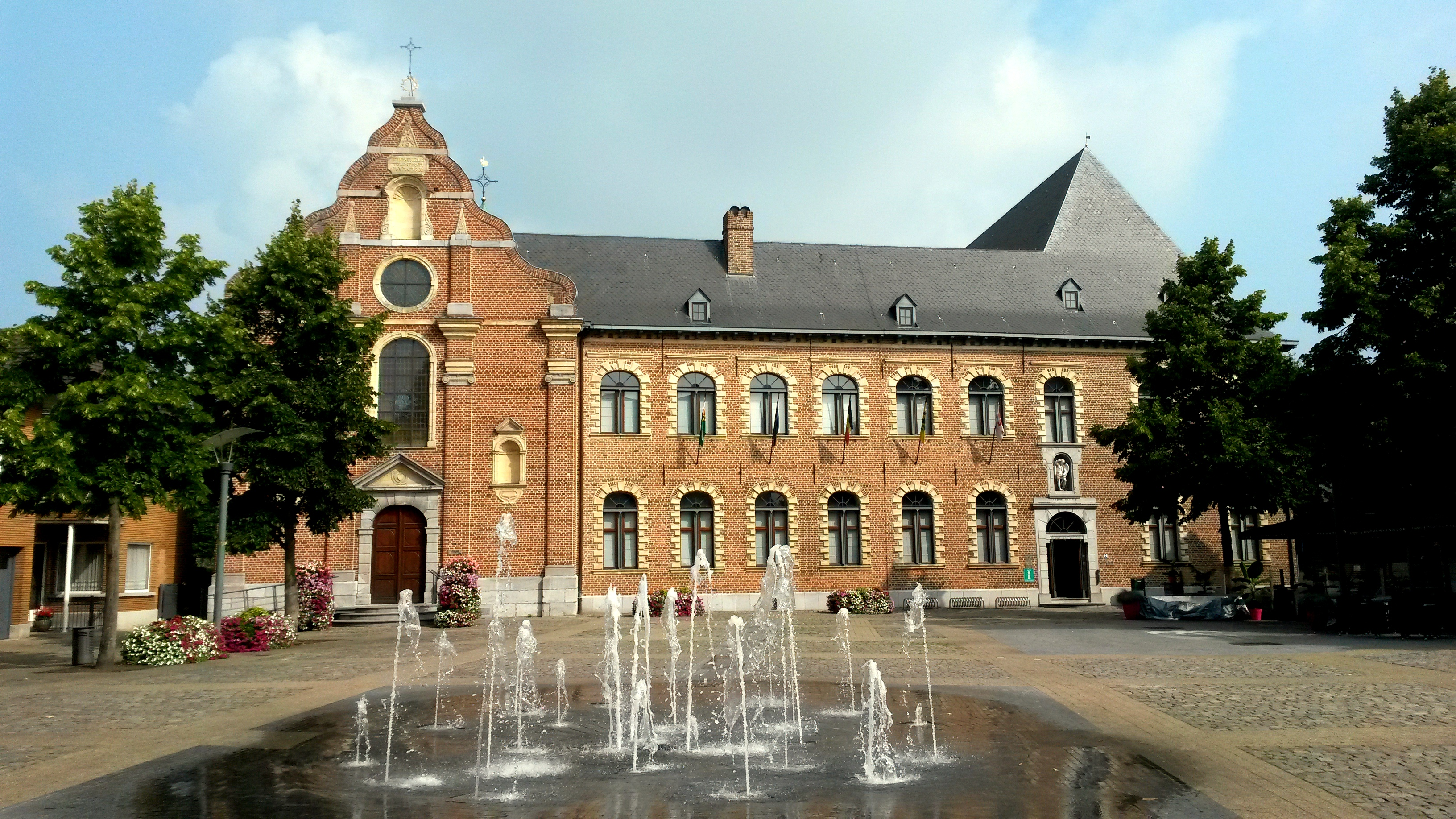
Het voormalige Sint-Michielscollege
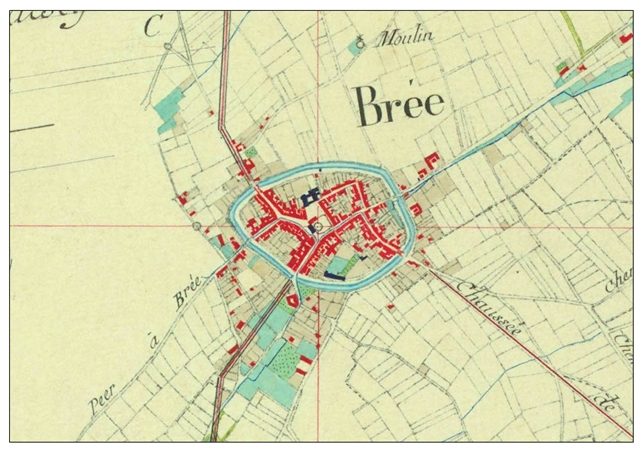
Bree en zijn stadsgracht omstreeks 1850
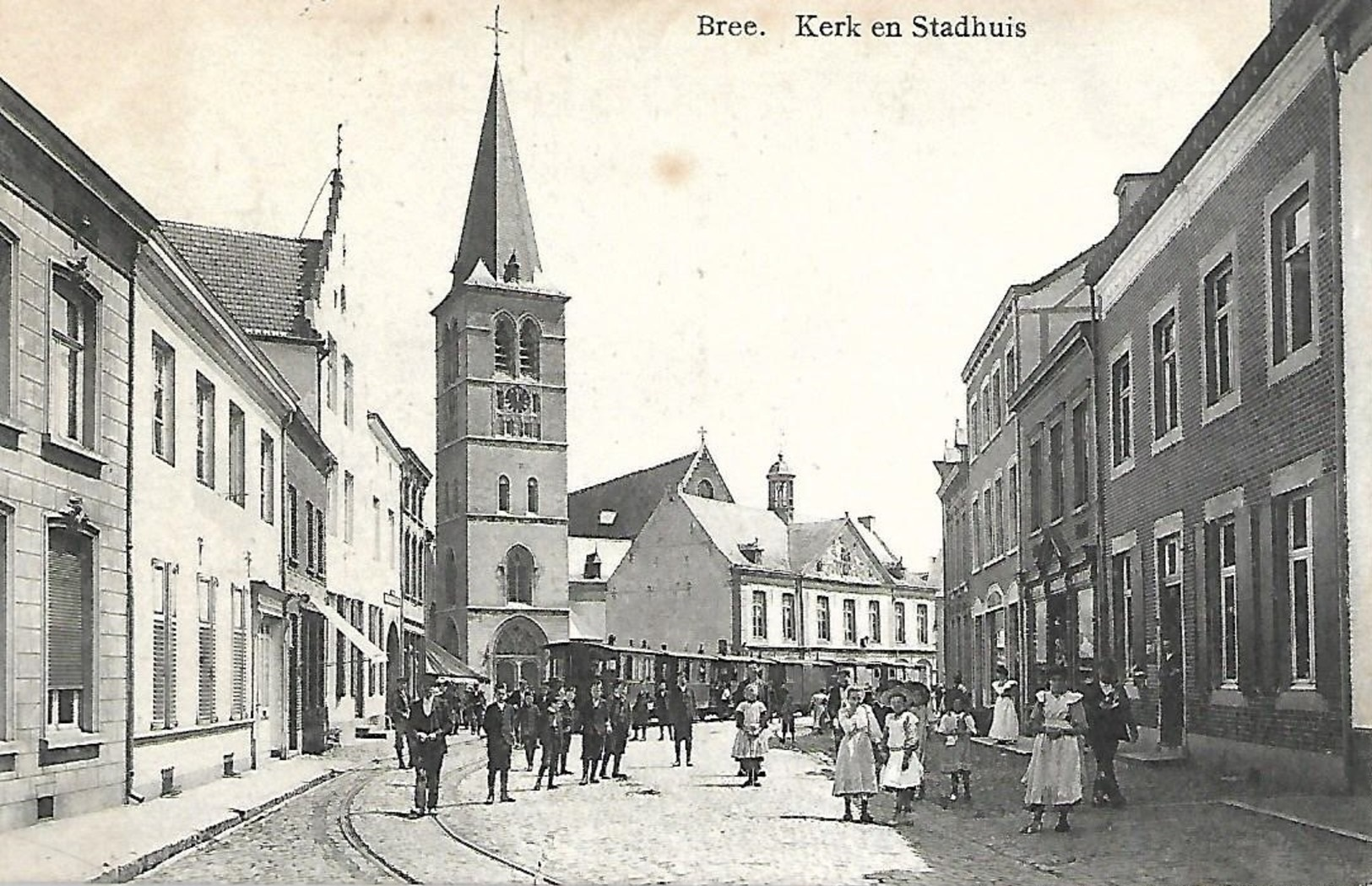
Straatbeeld tijdens het interbellum
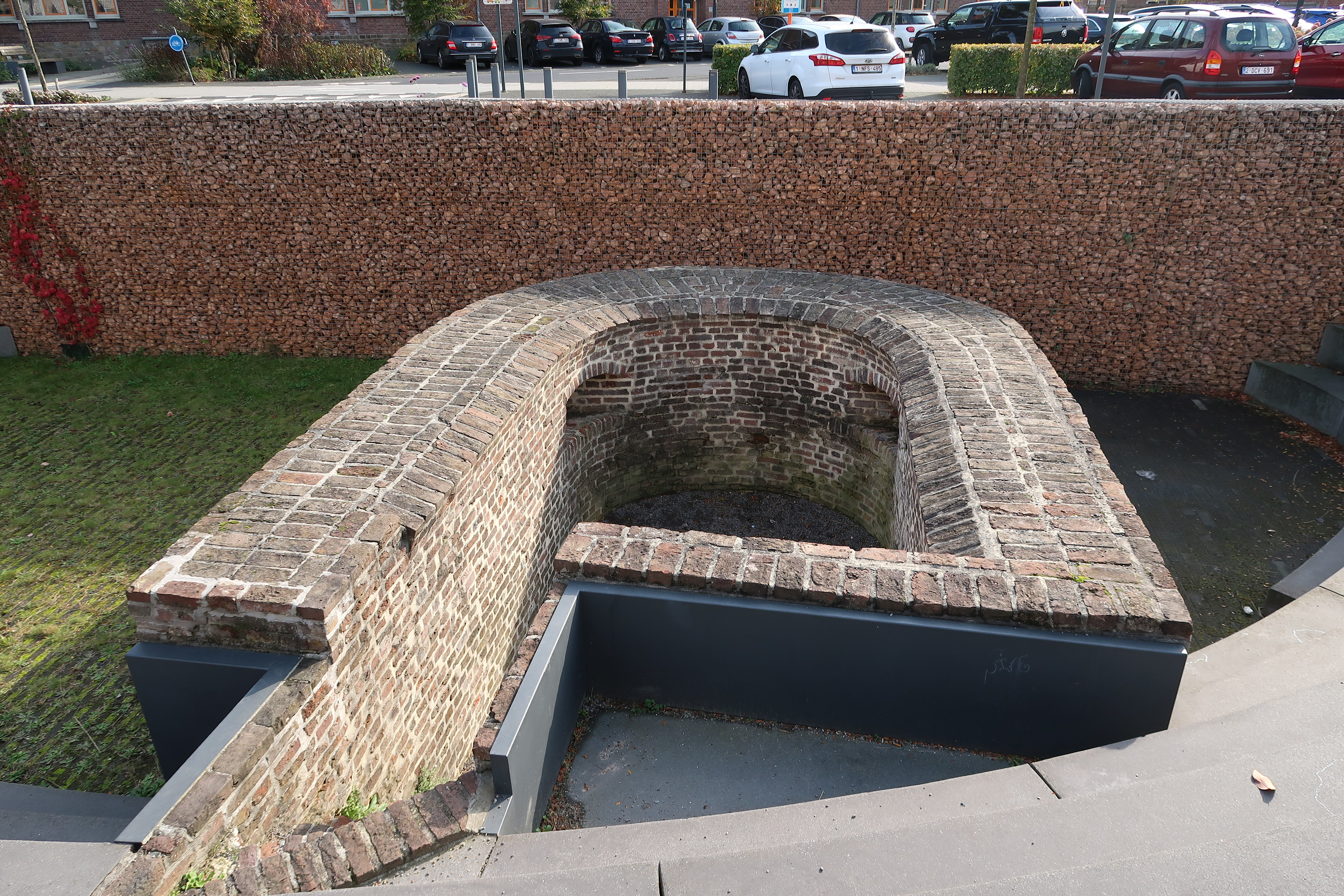
Fundamenten van de Grauwe Toren van de vroegere omwalling

## Geografie

### Natuur en landschap
Ten zuiden van Bree gaat het Kempens Plateau over in de Vlakte van Bocholt. Nabij de gemeentegrens met Opitter wordt deze overgang gemarkeerd door een steilrand die abrupt daalt van 65 m TAW naar minder dan 50 m TAW. Richting Gerdingen wordt de steilrand breder, waardoor het hoogteverschil minder zichtbaar wordt in het landschap. De steilrand loopt boven een natuurlijke breuklijn, de Feldbissbreuk.
Op het grondgebied van Bree stromen drie riviertjes:
- De Boneputterbeek ontspringt bij hoeve de Kluis. Via het gebied de Boneput bereikt ze het stadscentrum, waar ze thans overkluisd is. Voorbij het stadscentrum komt ze weer bovengronds als Breeërstadsbeek. Voorbij de Houterstraat mondt ze uit in de Soerbeek, zelf een zijrivier van de Afleiding van de Abeek.
- Om Bree van bijkomend drinkwater te voorzien, werd op onbekend tijdstip een nieuwe beek gegraven, de Velterbeek. Deze begint nabij Gerkenberg, als een kunstmatige aftakking van de Soerbeek. In het stadscentrum werd ze eveneens overkluisd. Hier mondt ze uit in de Boneputterbeek.
- De Horstgaterbeek ontspringt in het gebied het Stukken. Tot aan het industriegebied Kanaal-Noord staat ze tegenwoordig meestal droog. In het landbouwgebied van 't Hasselt neemt ze twee zijriviertjes op: de Duppelerheidesloot (vanuit het noorden) en de Kaniëlstraatbeek (vanuit het zuiden). Ze mondt uit in de Uffelse Beek op het grondgebied van Molenbeersel.
- Een gedeelte van de Wijshagerbeek en een gedeelte van de Itterbeek raken aan de zuidgrens van Bree.

Aan de gemeentegrens tussen Bree en Molenbeersel liggen de natuurgebieden 't Hasselterbroek (noordelijk gedeelte) en Urlobroek (zuidelijk gedeelte). In de deelgemeenten liggen bijkomende natuurgebieden.

### Deelgemeenten
Bree bestaat uit de stad en enkele bijhorende historische gehuchten: de Vostert, het Eetseveld, de Panhoven en 't Hasselt. Door gemeentefusies werden hieraan vier dorpen met bijhorende gehuchten toegevoegd.
| #   | Naam                               | Oppervlakte (km²) | Bevolking (01/01/2008) | Dichtheid (inw./km²) |
| --- | ---------------------------------- | ----------------- | ---------------------- | -------------------- |
| I   | Bree - 't Hasselt - Vostert        | 24,17             | 7.608 264 914          | 315                  |
| II  | Beek                               | 15,88             | 1.375                  | 87                   |
| III | Gerdingen - Gerkenberg - Nieuwstad | 9,13              | 2.377 840 579          | 260                  |
| IV  | Opitter                            | 6,88              | 2.333                  | 430                  |
| V   | Tongerlo                           | 8,83              | 1.081                  | 105                  |

Bron:Studiecel Demografie Provincie Limburg

## Demografie

### Bevolkingsaantallen voor de fusie
- Bron:NIS - Opm:1831 t/m 1970=volkstellingen op 31 december

### Bevolkingsaantallen na de fusie
Alle historische gegevens hebben betrekking op de huidige gemeente, inclusief deelgemeenten, zoals ontstaan na de fusie van 1 januari 1977.
- Bronnen:NIS, Opm:1806 tot en met 1981=volkstellingen; 1990 en later= inwonertal op 1 januari

| Inwoners van jaar tot jaar op 1 januari 1992 tot heden | Inwoners van jaar tot jaar op 1 januari 1992 tot heden | Inwoners van jaar tot jaar op 1 januari 1992 tot heden |
| jaar                                                   | Aantal                                                 | Evolutie: 1992=index 100                               |
| ------------------------------------------------------ | ------------------------------------------------------ | ------------------------------------------------------ |
| 1992                                                   | 13.689                                                 | 100,0                                                  |
| 1993                                                   | 13.644                                                 | 99,7                                                   |
| 1994                                                   | 13.626                                                 | 99,5                                                   |
| 1995                                                   | 13.705                                                 | 100,1                                                  |
| 1996                                                   | 13.688                                                 | 100,0                                                  |
| 1997                                                   | 13.783                                                 | 100,7                                                  |
| 1998                                                   | 13.831                                                 | 101,0                                                  |
| 1999                                                   | 13.945                                                 | 101,9                                                  |
| 2000                                                   | 14.001                                                 | 102,3                                                  |
| 2001                                                   | 14.046                                                 | 102,6                                                  |
| 2002                                                   | 14.150                                                 | 103,4                                                  |
| 2003                                                   | 14.223                                                 | 103,9                                                  |
| 2004                                                   | 14.289                                                 | 104,4                                                  |
| 2005                                                   | 14.421                                                 | 105,3                                                  |
| 2006                                                   | 14.503                                                 | 105,9                                                  |
| 2007                                                   | 14.515                                                 | 106,0                                                  |
| 2008                                                   | 14.774                                                 | 107,9                                                  |
| 2009                                                   | 15.013                                                 | 109,7                                                  |
| 2010                                                   | 15.173                                                 | 110,8                                                  |
| 2011                                                   | 15.238                                                 | 111,3                                                  |
| 2012                                                   | 15.379                                                 | 112,3                                                  |
| 2013                                                   | 15.434                                                 | 112,7                                                  |
| 2014                                                   | 15.547                                                 | 113,6                                                  |
| 2015                                                   | 15.660                                                 | 114,4                                                  |
| 2016                                                   | 15.785                                                 | 115,3                                                  |
| 2017                                                   | 15.911                                                 | 116,2                                                  |
| 2018                                                   | 16.005                                                 | 116,9                                                  |
| 2019                                                   | 16.085                                                 | 117,5                                                  |
| 2020                                                   | 16.169                                                 | 118,1                                                  |
| 2021                                                   | 16.097                                                 | 117,6                                                  |
| 2022                                                   | 16.324                                                 | 119,2                                                  |
| 2023                                                   | 16.695                                                 | 122,0                                                  |
| 2024                                                   | 16.967                                                 | 123,9                                                  |
| 2025                                                   | 17.210                                                 | 125,7                                                  |

## Economie
Sinds de verheffing van Bree tot stad (13e eeuw) had Bree een wekelijkse markt waar boeren en handelaars uit de omgeving naartoe kwamen om koopwaar aan de man te brengen. Geoogst graan moest vermalen worden door watermolens in de buurdorpen, totdat de windmolen Buysmolen opgericht werd (± 1800, gesloopt in 1946).
In de 18e eeuw kwam beperkte nijverheid op gang, zoals een werkplaats voor porselein die echter niet lang bestaan heeft. In de 19e eeuw ontstond enige industrie, met fabrieken voor de productie van bakstenen, dakpannen, pijpen en sigaren. Toch bleef de economie geconcentreerd rond landbouw. In 1889 begon een coöperatie van boeren met een zuivelfabriek.
In de 20e eeuw ontstonden diverse bedrijven langs de Malta en aan de vaartkom van de Zuid-Willemsvaart. Eén ervan is Lambert & Arnold Geusens (kortweg de LAG genoemd), een fabriek die vroeger landbouwvoertuigen en autobussen bouwde maar zich nu toespitst op de productie van opleggers van tankauto's. Het bestaat sinds 1933 en maakt sinds 2007 deel uit van de Chinese groep CIMC.
Omstreeks 1990 werd op de oostzijde van het kanaal het industriegebied Kanaal-Noord ontwikkeld. Hier bevindt zich, onder andere, het voormalige Noord-Oost Limburgse Konserven of kortweg Noliko. Dit groenten verwerkende bedrijf kwam in 2015 in handen van de Greenyard groep. Ook in de deelgemeenten van Bree liggen er bedrijventerreinen, waardoor Bree op vlak van werkgelegenheid een regionale functie vervult.

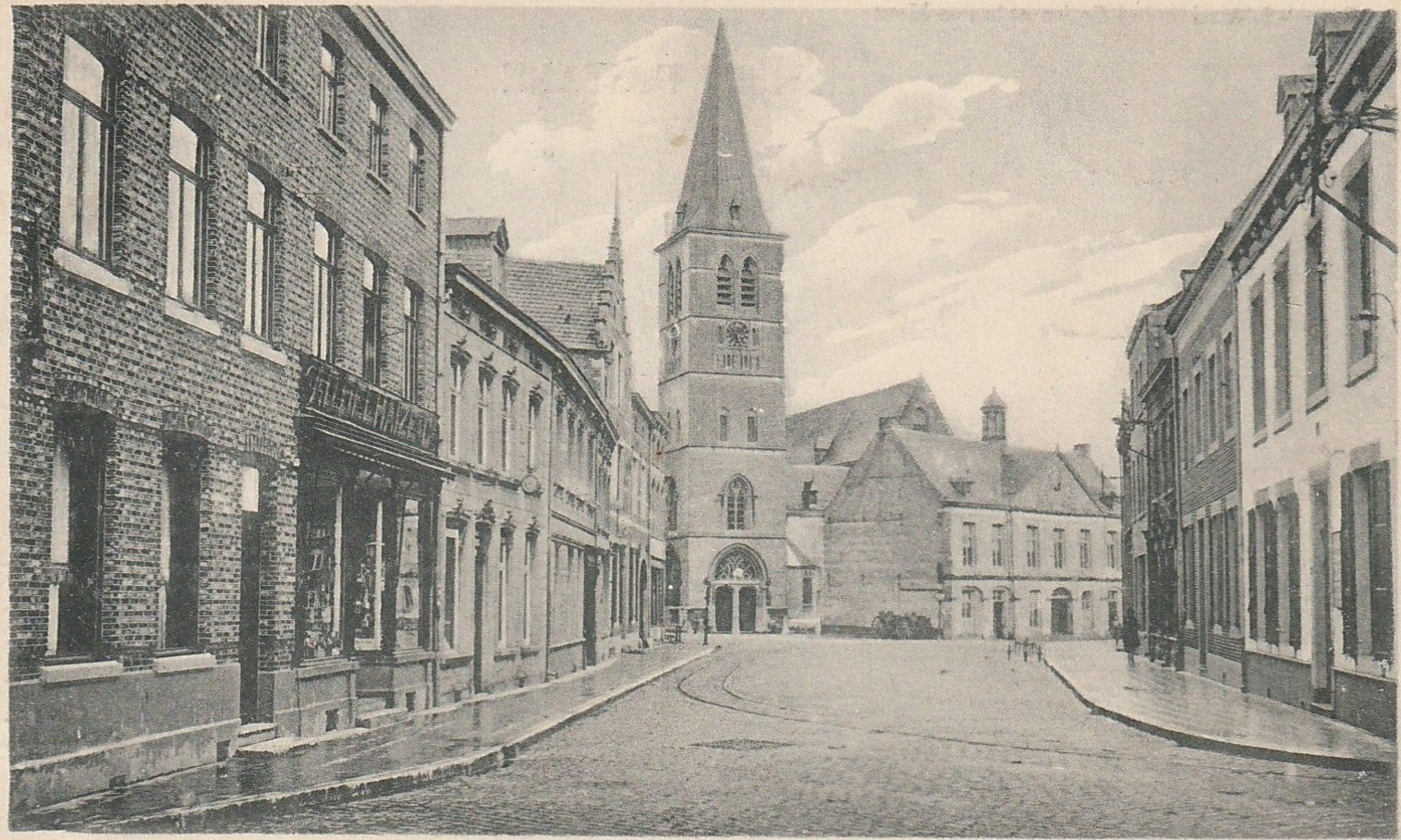
De Markt, het voormalige marktplein in Bree
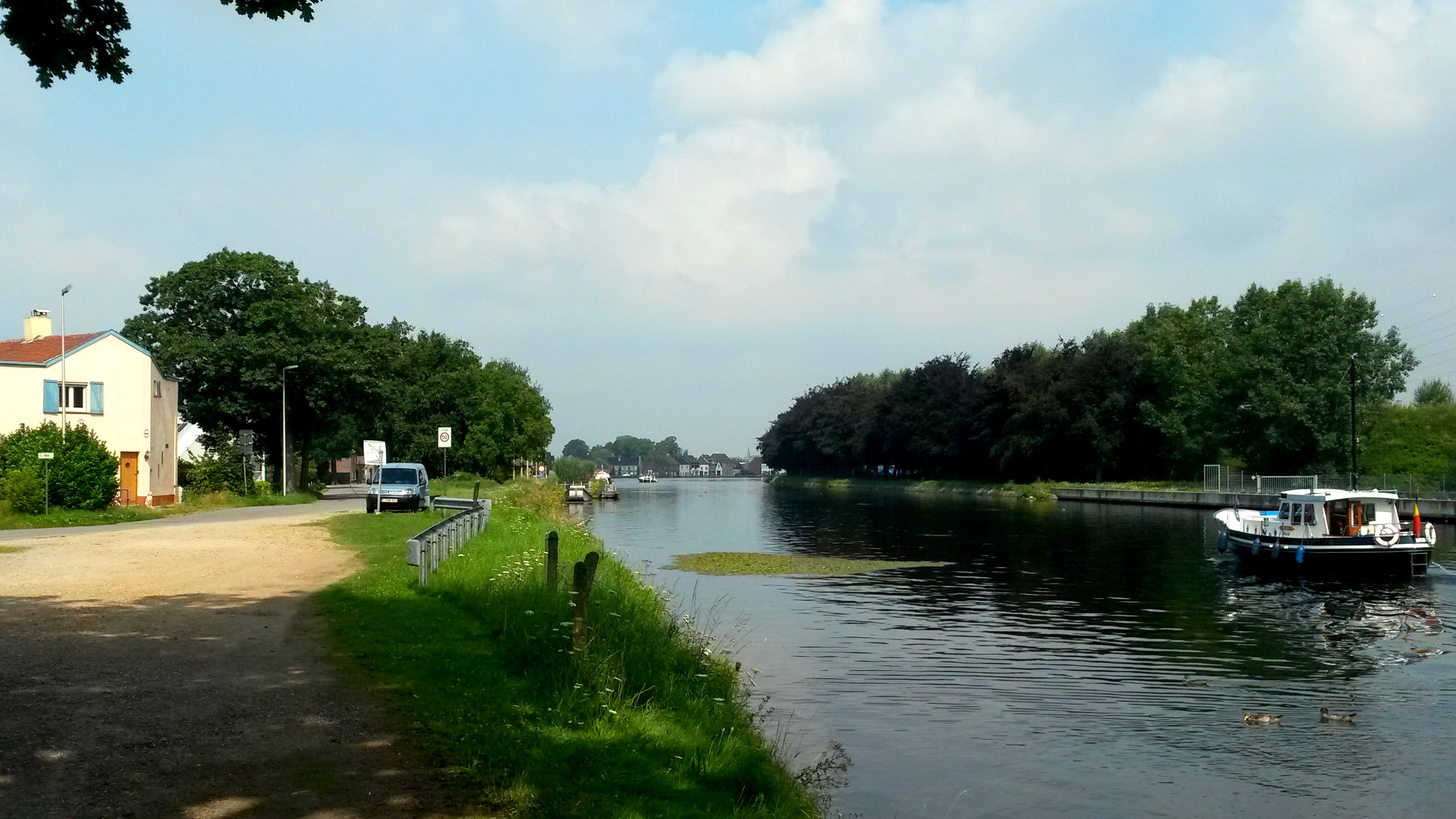
De Zuid-Willemsvaart ter hoogte van de Brugstraat
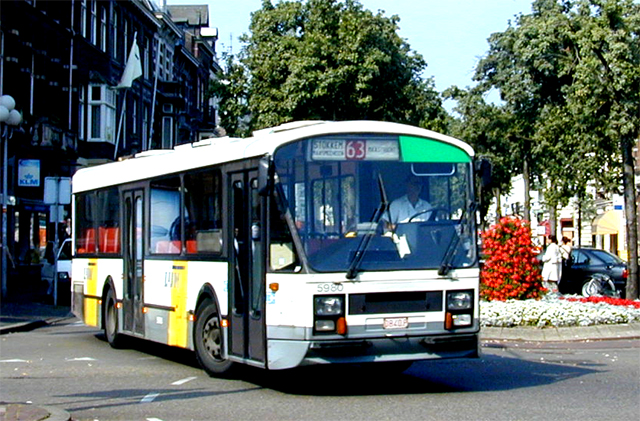
Busmodel LAG AI450, gebouwd te Bree in de jaren 1980

## Bezienswaardigheden
- De Sint-Michielskerk, met zijn Romaanse klokkentoren (14e eeuw). De oudste gedeelten van het kerkgebouw dateren uit ± 1450 maar werden gerestaureerd en vergroot omstreeks 1900.
- Het plein achter de kerk heet het Vrijthof, een verwijzing naar het verdwenen kerkhof. In het midden ligt een fontein (de Wandelfontein) die herinnert aan een verdwenen waterput en verdwenen waterpomp. De openbare putten en pompen in de stad bleven in gebruik tot de aanleg van waterleidingen in 1938.
- De oude stadswal is nog herkenbaar in het stadspatroon. De contouren van de stadspoorten en verdedigingstorens zijn zichtbaar gemaakt in het wegdek. Van de Everaertstoren of Grauwe Toren zijn de fundamenten blootgelegd en gerestaureerd.
- Het eerste stadhuis stamt voornamelijk uit 1754–1755. De voorgevel heeft een fronton in rococostijl. De stadsdiensten bleven er tot ± 1970. Nu is hier het Stadsmuseum Bree gevestigd.
- Aan de Grauwe Torenwal ligt het Stadsplein met het tweede stadhuis (± 1970–2004). Van 1996 tot 2019 stond op het Stadsplein de Verzusteringsfontein, een draaiende fontein met bewegende beelden, ontworpen door Breeënaar Stefan Bongaerts. In 2025 krijgt deze fontein opnieuw een plek langs de Kleine Ring.
- Dankzij het fortuin dat Gerard van Huls alias Gerardus de Taxis verwierf in militaire dienst van keizer Rudolf II en keizer Matthias, konden de augustijnen het Sint-Michielscollege bouwen. Sinds 2004 fungeert dit gebouw als het derde stadhuis van Bree.
- Hoeve het Michielshuis werd in de 18e eeuw herbouwd in steen. Hier woonde een der toenmalige burgemeesters van Bree. Nu is het een horecazaak.
- De Gulden Tas is een ambachtelijke koffiebranderij, actief sinds 1948.
- Het Rijtuigmuseum Bree toont een privécollectie van zestien historische koetsen, met bijhorende gebruiksvoorwerpen en curiosa.

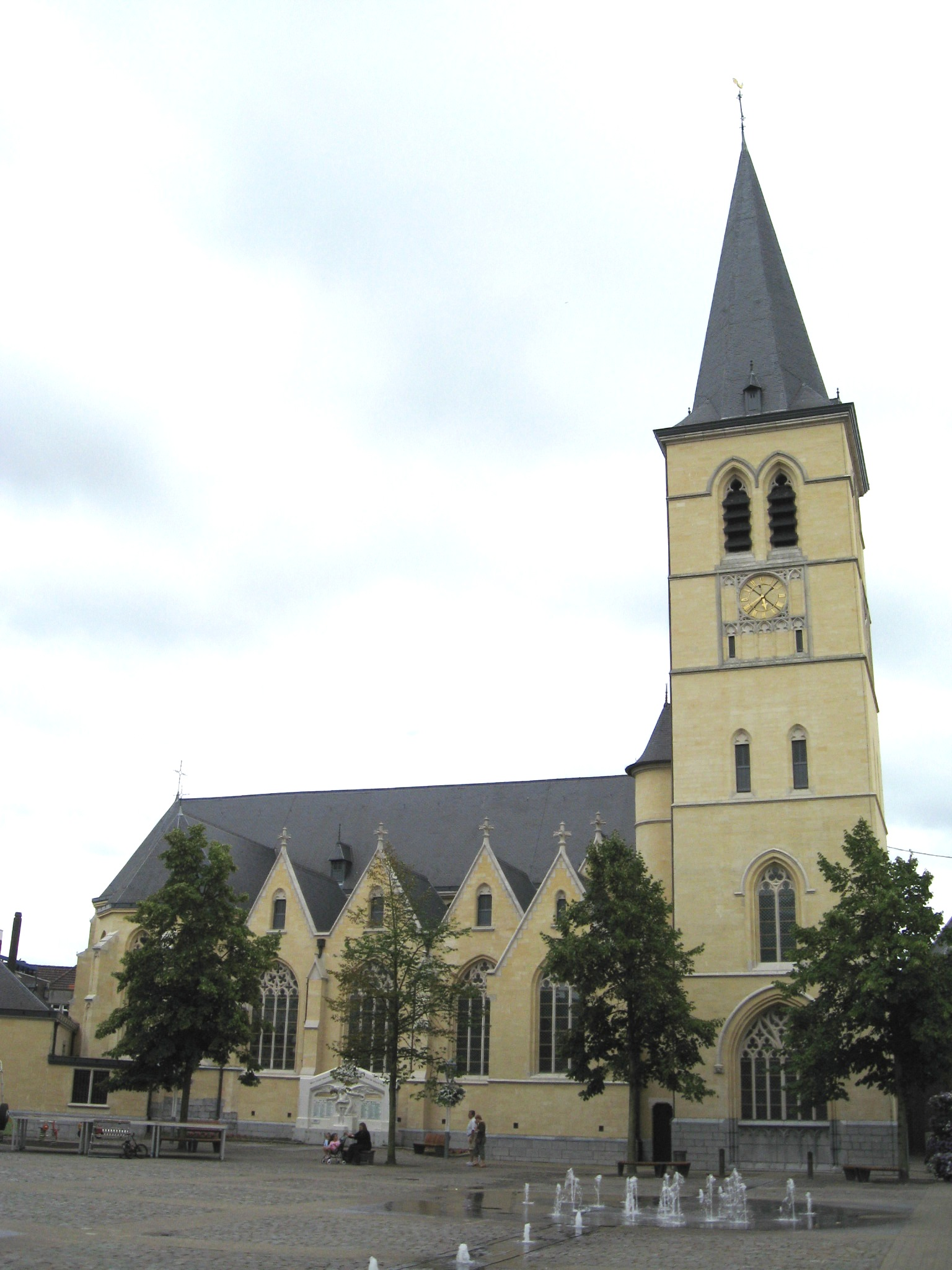
De Sint-Michielskerk
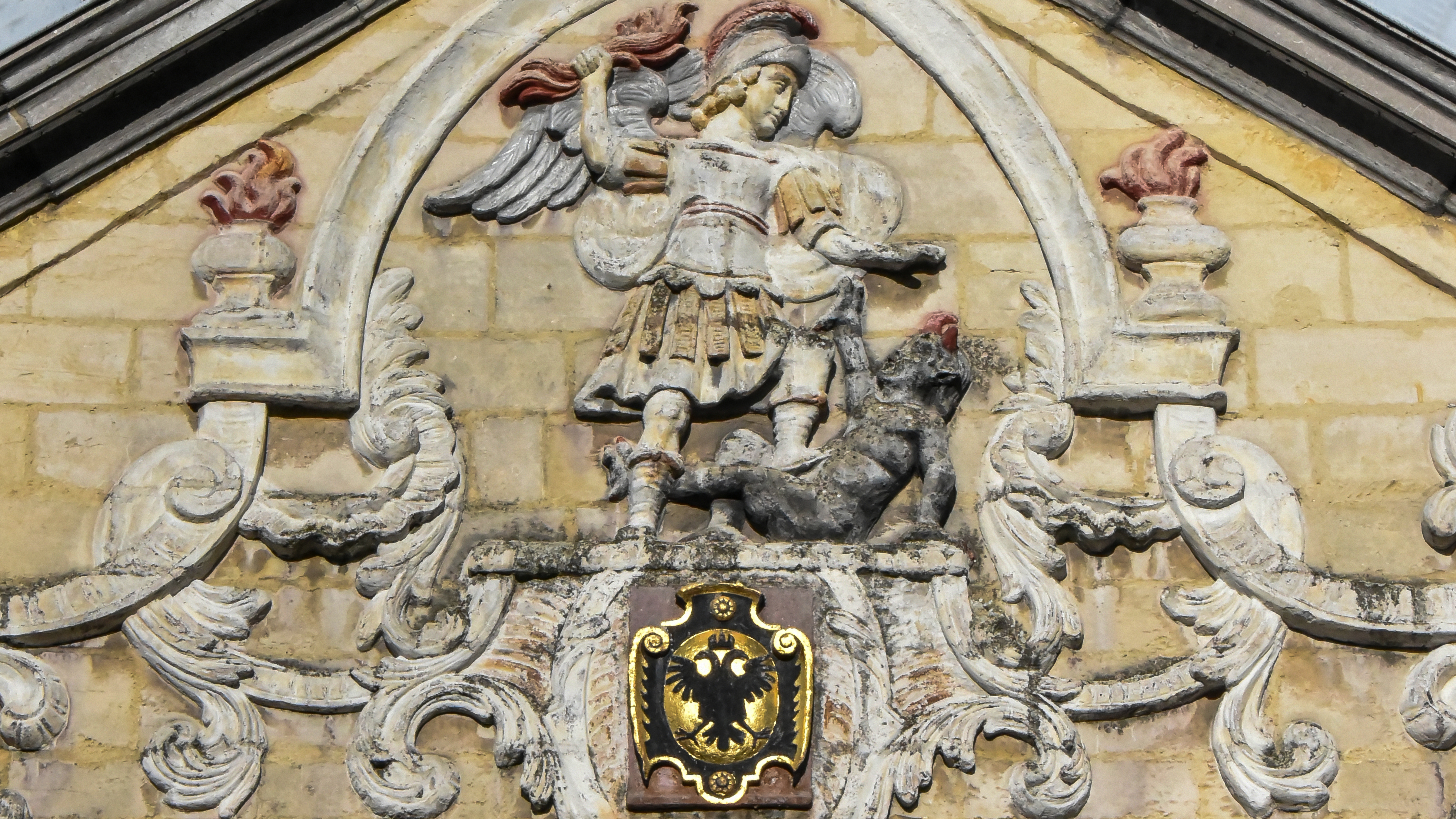
Fronton van het eerste stadhuis
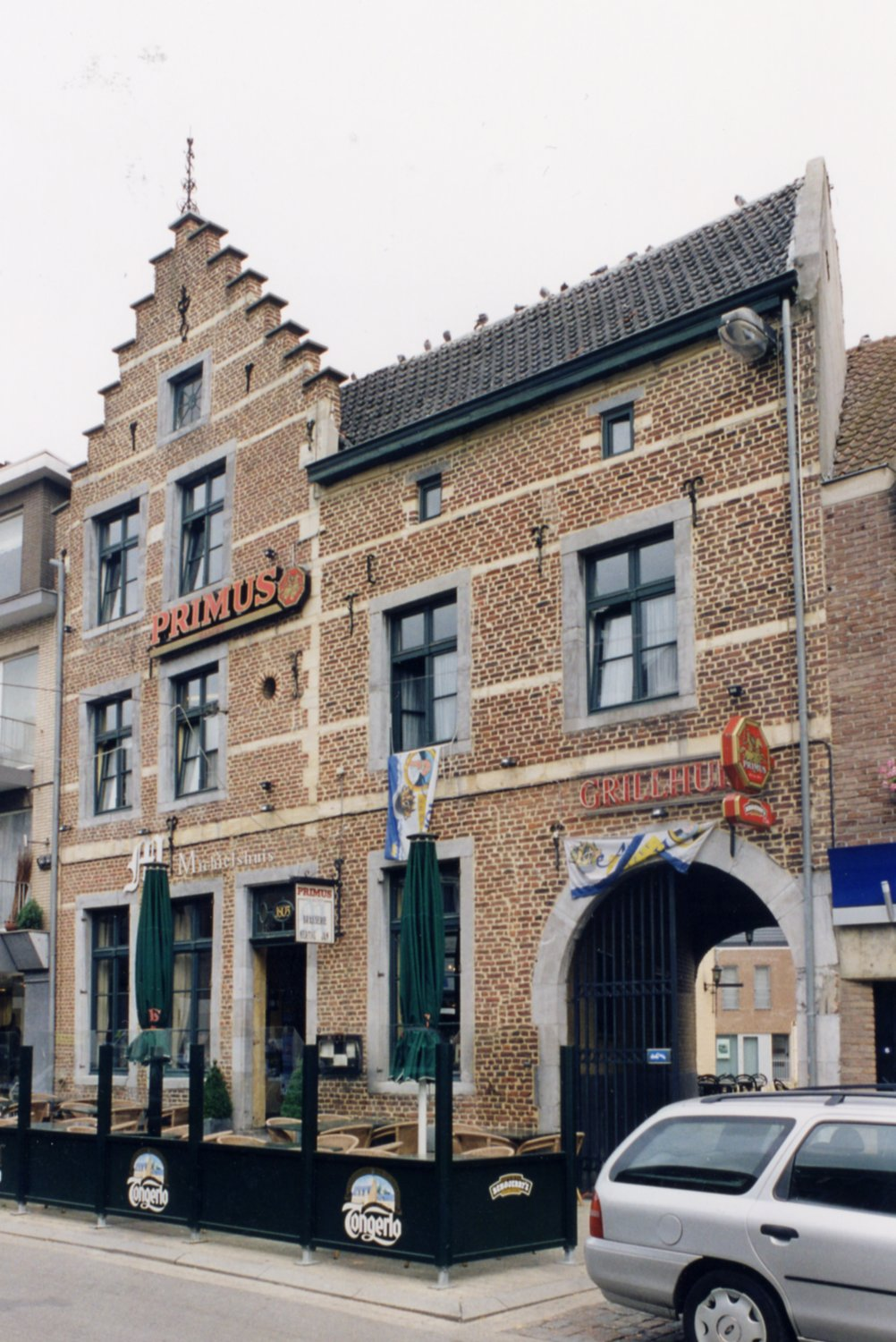
Het Michielshuis
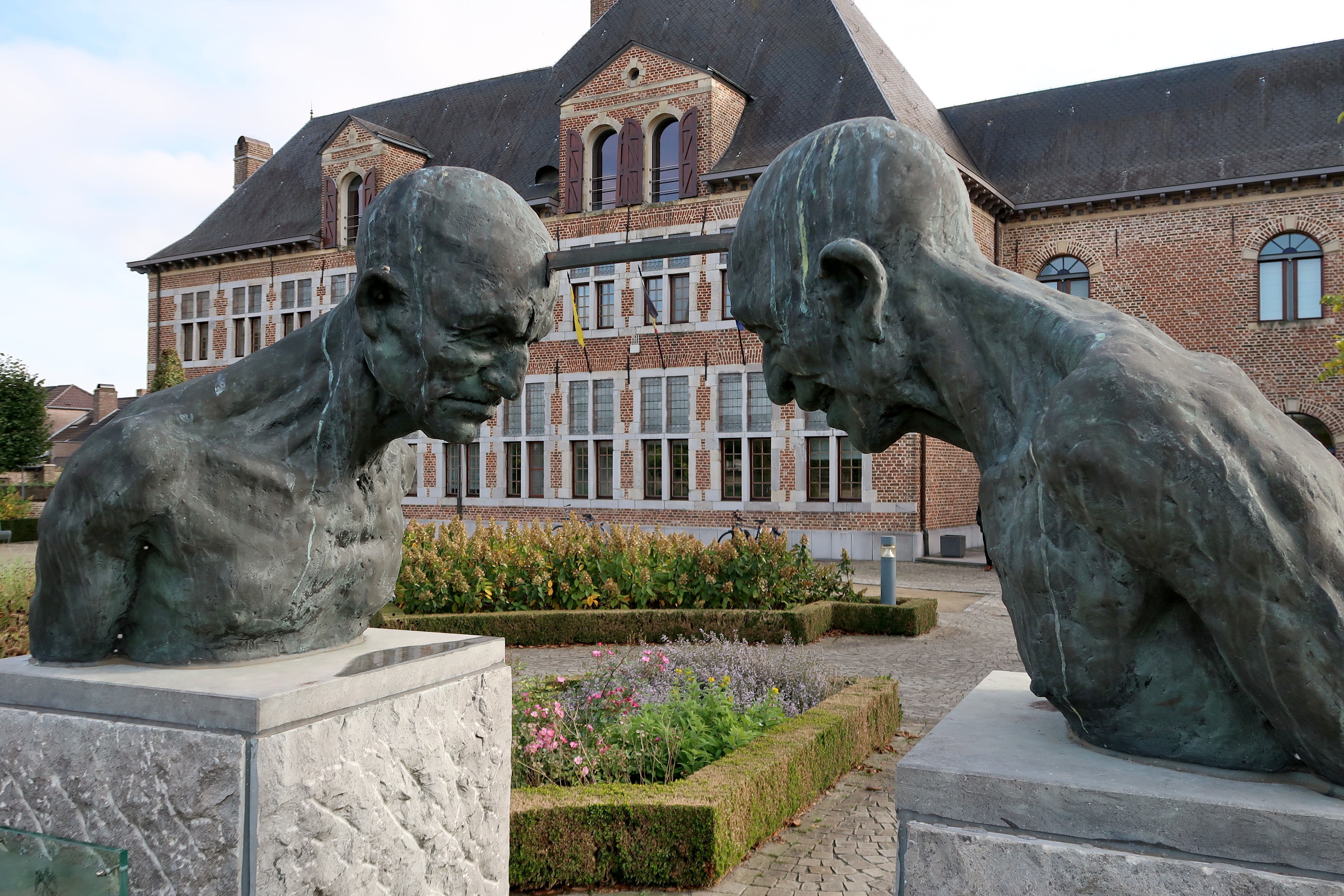
Sculptuur in de tuin van het Sint-Michielscollege (voormalig Augustijnenklooster)
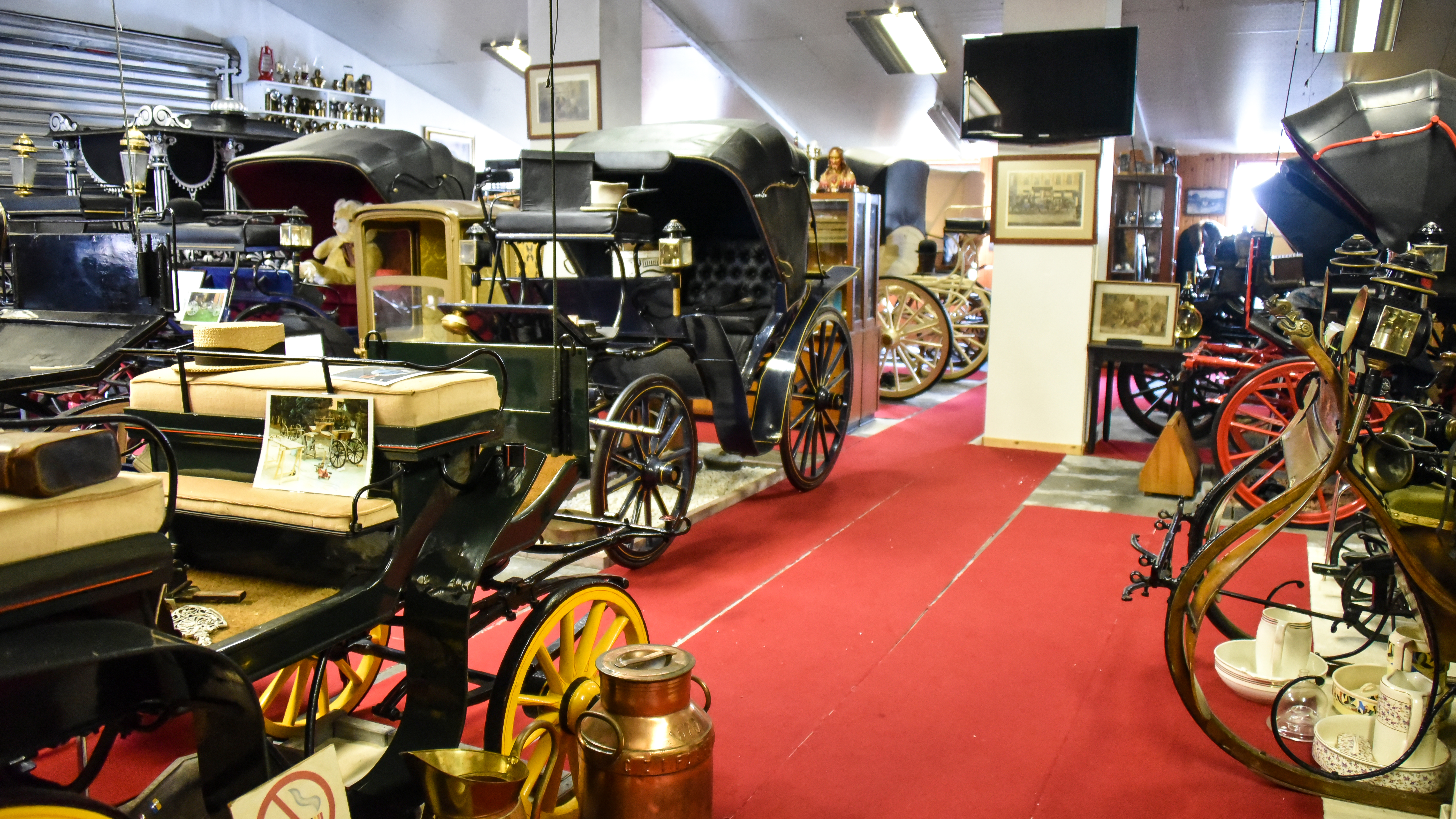
Het Rijtuigmuseum Bree

## Cultuur
- Het cultuurhuis van Bree is gelegen te Malta 11. Tot 2019 stond het bekend als Cultuurcentrum De Breughel, sindsdien heet het de Zeepziederij.
- De jaarmarkt van Bree is de Sinterklaasmarkt, één dag voor de naamdag van Sint-Nikolaas, op 5 december.
- Jarenlang werd het Afro-Latino Festival georganiseerd in Opitter en 't Hasselt, voordat het naar Genk verhuisde in 2022. De organisatie achter Afro-Latino organiseert sedert 2021 wel het Breekout Festival in Bree. Breekout focust zich artistiek op artiesten uit België en Nederland.
- De voormalige geitenmarkt in Gerdingen, elk jaar in het begin van oktober, is uitgegroeid tot een folkloristische optocht met aangeklede geitjes.

Breeënaars hebben twee ludieke spotnamen. De bijnaam kwaartjeslummels ontstond na een belangrijke voetbalwedstrijd, waarbij de Breese supporters toekwamen en kwartjes (muntjes van 0,25 BEF) bij elkaar moesten zoeken om de inkom te betalen. De bijnaam stoepluipers (mensen die graag over het trottoir lopen) heeft te maken met de indruk dat de stadsmensen zich graag vertoonden, in tegenstelling tot de boeren die zich bescheidener gedroegen als ze naar de stad kwamen.

## Politiek

### Structuur
Bree is de hoofdplaats van het kies- en gerechtelijk kanton Bree.
| Bree             | Bree             | Supranationaal         | Nationaal                         | Nationaal          | Gemeenschap       | Gewest            | Provincie         | Arrondissement           | Provinciedistrict | Kanton          | Gemeente        |
| ---------------- | ---------------- | ---------------------- | --------------------------------- | ------------------ | ----------------- | ----------------- | ----------------- | ------------------------ | ----------------- | --------------- | --------------- |
| Administratief   | Niveau           | Europese Unie          | België                            | België             | Vlaanderen        | Vlaanderen        | Limburg           | Maaseik                  | Maaseik           | Maaseik         | Bree            |
| Administratief   | Bestuur          | Europese Commissie     | Belgische regering                | Belgische regering | Vlaamse regering  | Vlaamse regering  | Deputatie         | Deputatie                | Deputatie         | Deputatie       | Gemeentebestuur |
| Administratief   | Raad             | Europees Parlement     | Kamer van volksvertegenwoordigers | Vlaams Parlement   | Vlaams Parlement  | Vlaams Parlement  | Provincieraad     | Provincieraad            | Provincieraad     | Provincieraad   | Gemeenteraad    |
| Kiesomschrijving | Kiesomschrijving | Nederlands Kiescollege | Kieskring Limburg                 | Kieskring Limburg  | Kieskring Limburg | Kieskring Limburg | Kieskring Limburg | Hasselt-Tongeren-Maaseik | Peer              | Bree            | Bree            |
| Verkiezing       | Verkiezing       | Europese               | Federale                          | Federale           | Vlaamse           | Vlaamse           | Provincieraads-   | Provincieraads-          | Provincieraads-   | Provincieraads- | Gemeenteraads-  |

### Burgemeesters
| Tijdspanne | Tijdspanne  | Burgemeester                       |
| ---------- | ----------- | ---------------------------------- |
|            | ? - ?       | Jean-Ferdinand-Alexandre de Borman |
|            | 1939 - 1976 | Andries Mondelaers (UCB, CVP)      |
|            | 1977 - 1992 | Jaak Gabriëls (Jong / VU)          |
|            | 1992 - 2012 | Jaak Gabriëls (Jong / Verjonging)  |
|            | 2013 - 2024 | Liesbeth Van der Auwera (CD&V)     |
|            | 2024 -      | Sietse Wils (Verjonging)           |

### Gemeenteraadsverkiezingen sinds 1976
| Partij of kartel     | Partij of kartel                                                               | 10-10-1976 | 10-10-1976 | 10-10-1982 | 10-10-1982 | 9-10-1988 | 9-10-1988 | 9-10-1994 | 9-10-1994 | 8-10-2000 | 8-10-2000 | 8-10-2006 | 8-10-2006 | 14-10-2012 | 14-10-2012 | 14-10-2018 | 14-10-2018 | 13-10-2024 | 13-10-2024 |
| Stemmen / Zetels     | Stemmen / Zetels                                                               | %          | 23         | %          | 23         | %         | 23        | %         | 23        | %         | 23        | %         | 23        | %          | 25         | %          | 25         | %          | 25         |
| -------------------- | ------------------------------------------------------------------------------ | ---------- | ---------- | ---------- | ---------- | --------- | --------- | --------- | --------- | --------- | --------- | --------- | --------- | ---------- | ---------- | ---------- | ---------- | ---------- | ---------- |
|                      | CVP1/ BREEK2/ CD&V3/ onsBree4                                                  | 34,641     | 9          | 28,51      | 7          | 21,871    | 5         | 32,42     | 8         | 29,991    | 7         | 21,413    | 5         | 22,443     | 6          | 25,33      | 7          | 33,14      | 9          |
|                      | JONG1/ VU2/ Verjonging3                                                        | 51,621     | 13         | 58,91      | 16         | 58,182    | 16        | 53,141    | 15        | 51,581    | 13        | 43,383    | 11        | 37,383     | 10         | 28,23      | 8          | 37,43      | 10         |
|                      | PVV                                                                            | 8,41       | 1          | 6,45       | 0          | 9,91      | 2         | 53,141    | 15        | 51,581    | 13        | 43,383    | 11        | 37,383     | 10         | 28,23      | 8          | 37,43      | 10         |
|                      | SP1/ BROSA                                                                     | 5,321      | 0          | 3,951      | 0          | 4,321     | 0         | 6,541     | 0         | 11,032    | 2         | 16,99A    | 3         | 28,54A     | 7          | 7,2A       | 1          | -          |            |
|                      | N-VA1                                                                          | -          |            | -          |            | -         |           | -         |           | -         |           | -         |           | 28,54A     | 7          | 22,91      | 7          | 17,11      | 4          |
|                      | VCD1 / Vlaams Belang-VCD2                                                      | -          |            | -          |            | -         |           | -         |           | -         |           | 18,222    | 4         | 28,54A     | 7          | 8,11       | 1          | -          |            |
|                      | Vlaams Blok1/ Vlaams Belang-VCD2/ Vlaams Belang–Leefbaar Bree3/ Vlaams Belang4 | -          |            | -          |            | -         |           | 5,491     | 0         | 7,41      | 1         | 18,222    | 4         | 11,643     | 2          | -          |            | 12,44      | 2          |
|                      | Vernieuwing                                                                    | -          |            | -          |            | -         |           | -         |           | -         |           | -         |           | -          |            | 8,4        | 1          | -          |            |
| Anderen(*)           | Anderen(*)                                                                     | -          |            | 2,2        | 0          | 5,73      | 0         | 2,42      | 0         | -         |           | -         |           | -          |            | -          |            |            |            |
| Totaal stemmen       | Totaal stemmen                                                                 | 8643       | 8643       | 9335       | 9335       | 9773      | 9773      | 9836      | 9836      | 10370     | 10370     | 10458     | 10458     | 10530      | 10530      | 11366      | 11366      | 7695       | 7695       |
| Opkomst %            | Opkomst %                                                                      |            |            |            |            | 97,61     | 97,61     | 96,64     | 96,64     | 96,32     | 96,32     | 96,75     | 96,75     | 95,75      | 95,75      | 93,6       | 93,6       | 61,0       | 61,0       |
| Blanco en ongeldig % | Blanco en ongeldig %                                                           | 2,35       | 2,35       | 2,12       | 2,12       | 3,13      | 3,13      | 5,59      | 5,59      | 4,2       | 4,2       | 3,75      | 3,75      | 7,21       | 7,21       | 6,5        | 6,5        | 1,1        | 1,1        |

De rode cijfers naast de gegevens duiden aan onder welke naam de partijen telkens bij een verkiezing opkwamen, rode letters duiden de kartels aan.

De zetels van de gevormde meerderheid staan vetjes afgedrukt. De grootste partij is in kleur.

(*) 1982: VGP / 1988: Agalev (3,55%), KIEPKE (2,18%) / 1994: NWP (1,6%), PVDA (0,82%)

## Sport
De basketbalvereniging van Bree speelde van 1997 tot 2009 in eerste klasse. Hun thuisbasis was het complex Expodroom. In 2010 ging de club, op dat moment onder de benaming Bree BBC, in faling.

## Geboren
- Joannes Arnold van de Wal (1749–1789), kapitein van de Bokkenrijders
- Joannes Paredis (1795–1886), bisschop van Roermond
- Jaak Broekx (1914–2023), oudste man van België
- Harry Vandermeulen (1928–2022), gouverneur van Belgisch-Limburg
- Jaak Gabriëls (1943–2024), minister in de Vlaamse Regering
- Leonard Nolens (1947), schrijver
- Louis Luyten (1955), wielrenner
- Jean-Pierre Paumen (1956–2015), Belgisch kampioen op de 1.500 meter en 10.000 meter
- Arnaud Grispen (1956), Belgisch muntenkenner
- Kaat Vrancken (1957), schrijver
- Marleen Vaesen (1959), zakenvrouw
- Roland Janssen (1958), voetballer
- Georges Moreau (1968), dirigent
- Jacky Peeters (1969), voetballer
- Erik Nys (1973), Belgisch kampioen in het verspringen
- Johnny Galecki (1975), Amerikaans acteur
- Bas Leinders (1975), autocoureur
- Dirk Schoofs (1979), voetballer
- Wendy Jans (1983), meervoudig wereldkampioene in snooker en pool
- Jan Thans (1988), radiopresentator
- Thibaut Courtois (1992), voetballer

## Partnersteden
Bree is verzusterd met vier plaatsen:
- Geldern
- Salomó
- Volpago
- Yangzhou